# Arcidiecéze valencijská
Arcidiecéze valencijská je římskokatolická metropolitní arcidiecéze ve Španělsku, jejíž sídlo je v Valencii. 

## Historie
Biskupství ve Valencii bylo založeno v roce 527, obnoveno po arabské nadvládě roku 1238, od roku 1492 je arcibiskupstvím.